# 行政院環境保護署環境檢驗所
行政院環境保護署環境檢驗所（簡稱環境檢驗所、環檢所）為中華民國行政院環境保護署所屬機關，於1990年1月10日正式成立，其功能為統籌規劃辦理全國環境檢驗事宜，訂定環境檢測標準方法，提升環境檢測技術能力，確保全國環境檢測數據品質，管理公民營環境檢驗測定機構，輔導並支援各級環保機關環境檢測之需求。

## 沿革
- 1989年5月24日，行政院環境保護署環境檢驗所組織條例通過。
- 1990年1月10日，行政院環境保護署環境檢驗所正式成立。
- 1998年11月2日，環檢所大樓正式落成啟用。
- 2023年5月9日，立法院三讀通過《國家環境研究院組織法草案》[2]。
- 2023年5月24日，公布制定國家環境研究院組織法[3]
- 2023年8月22日環境部成立後原環境檢驗所與環境保護人員訓練所併入國家環境研究院。

## 組織
- 所長
  - 副所長
    - 主任秘書

### 業務單位
- 第一組:檢測業務規劃管理
- 第二組:空氣及物理檢測
- 第三組:無機檢測
- 第四組:有機檢測及超微量物質檢測
- 第五組:生物檢定

### 行政單位
- 人事室
- 政風室
- 主計室
- 秘書室